# Mariano González
Mariano Nicolás González (ur. 5 maja 1981 w Tandili) – argentyński piłkarz grający na pozycji pomocnika.
Ze względu na pochodzenie przodków posiada również obywatelstwo włoskie.
Ma za sobą występy w Racing Club de Avellaneda i US Palermo. W barwach US Palermo wystąpił w 51 spotkaniach i zdobył cztery bramki. W sezonie 2006–2007 na zasadzie wypożyczenia grał w Inter Mediolan. Następnie trafił do FC Porto także na zasadzie wypożyczenia, spisywał się na tyle dobrze, że w następnym sezonie został wykupiony za 3,25 mln euro. Mariano Gonzalez rozegrał dla FC Porto ogółem 52 spotkania i strzelił 5 bramek. 2011 roku wrócił do ojczyzny, a konkretnie do Estudiantes de La Plata na zasadzie wolnego transferu.
W reprezentacji swojego kraju zagrał w dziewięciu spotkaniach.